# ریجوی (مینه‌سوتا)
ریجوی (به انگلیسی: Ridgeway) یک منطقهٔ مسکونی در ایالات متحده آمریکا است که در Pleasant Hill Township واقع شده‌است. ریجوی ۴۰۹٫۰۵ متر بالاتر از سطح دریا واقع شده‌است.